# Habronestes boq
Habronestes boq là một loài nhện trong họ Zodariidae.
Loài này thuộc chi Habronestes. Habronestes boq được Barbara C. Baehr miêu tả năm 2008.